# Hội Ngôn ngữ học Việt Nam
Hội Ngôn ngữ học Việt Nam là tổ chức xã hội - nghề nghiệp của những người làm việc trong lĩnh vực ngôn ngữ học tại hoặc liên quan đến Việt Nam . Hội có tên giao dịch tiếng Anh là Linguistic Society of Vietnam, viết tắt là LSV .
Hội được thành lập theo Quyết định của Chủ tịch Hội đồng Bộ trưởng QĐ 374/CT ngày 27/12/1989.
Trụ sở Hội đặt tại địa chỉ Nhà C ngõ 301 đường Nguyễn Trãi, phường Thượng Đình, quận Thanh Xuân, thành phố Hà Nội.
Hội Ngôn ngữ học xuất bản Tạp chí Ngôn ngữ và Đời sống, một nguyệt san chuyên ngành. Năm 2017 có xuất bản phiên bản tiếng Anh, dự kiến từ 2018 mỗi năm 2 số.